# Be-12 (航空機)
 Be-12 チャイカ / Бе-12 Чайка
- 用途：対潜哨戒機
- 設計者： TANTKベリーエフ
- 製造者：
- 運用者

  -  ソ連(海軍航空隊)
  -  ロシア連邦(海軍航空隊)
  -  ウクライナ(海軍航空隊)
  -  モルドヴァ共和国(空軍)
  -  ヴェトナム(空軍)
  -  エジプト(空軍)
- 初飛行：1960年10月18日
- 生産数：132 機（試作機2機を含む）
- 生産開始：1963年
- 運用開始：1965年
- 運用状況：現役

Be-12 チャーイカ(Be-12 チャイカ、ベリエフ12チャイカ；ロシア語Бе-12 Чайкаビェー・ドヴィナーッツァチ・チャーイカ)は、ソビエト連邦のG・M・ベリーエフ記念タガンローク航空科学技術複合体(TANTKベリーエフ)で開発された水陸両用飛行艇。愛称の「チャイカ」はロシア語で「鴎」のこと。特徴的なガル型翼(鴎のように「へ」の字型に曲がった翼形)に由来する愛称である。北大西洋条約機構(NATO)では、Be-12に対し「鎖帷子」という意味の「メイル」(Mail)というNATOコードネームを割り当てた。
なお、開発者のゲオールギイ・ミハーイロヴィチ・ベリーエフはBe-12成功の偉業によりソ連国家賞と褒賞を受けている。

## 概要

### 哨戒飛行艇
Be-12は、陸上機であるIl-38とともに前任機の大型哨戒飛行艇Be-6を代替する目的で開発され、1960年に初飛行を行った。TANTKベリーエフではこれより以前に大型飛行艇Be-10を飛行させていたが、これがリューリカ＝サトゥールン製AL-7PB(АЛ-7ПБ)ターボジェットエンジン2 基を後退翼である主翼付け根下面に搭載した画期的な機体であったのに対し、一方のBe-12の開発ではよりオーソドックスなスタイルが採られていた。

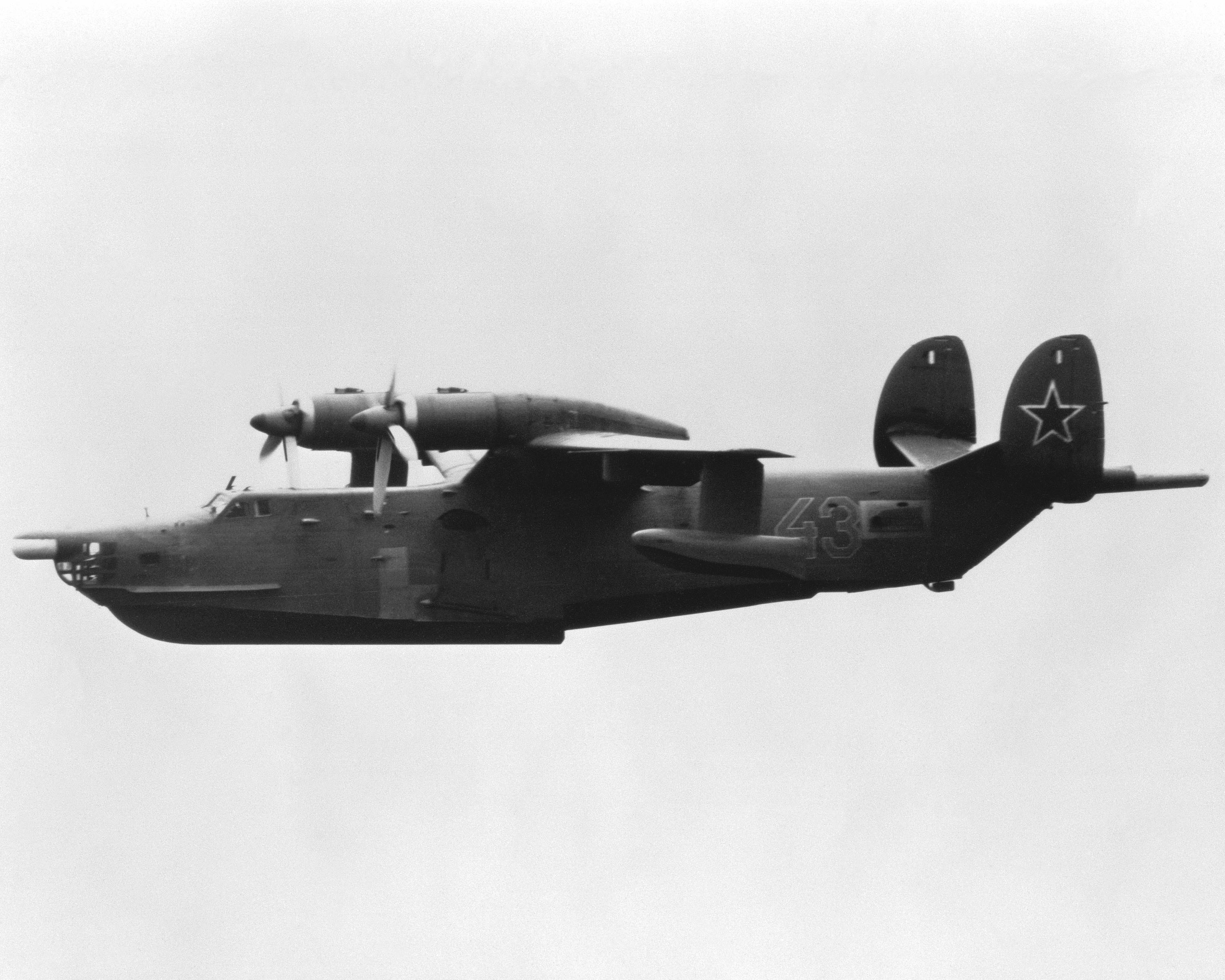
ソ連海軍のBe-12

Be-10とBe-12の開発はともに1950年代に行われたが、この時代はまだ技術が確立せずさまざまな模索の続けられていた困難な時代であった。そのため、初のジェット飛行艇であり先進的だが技術的には不安の大きいBe-10と、すでに成功を収めているBe-6の構造をそのまま踏襲したようなBe-12とを平行して開発することは、二度手間ではあるが海軍からの要求をスケジュールどおりにこなすためには必要な保険であると言えた。結局、当時ソ連最大の出力を発揮できたがいまだ完成の域に達していなかったAL-7エンジンを搭載したBe-10は芳しい結果を得られず、その派生型Be-10Nも生産されずに終わった。
一方のBe-12は設計局が全精力をBe-10の開発に注いでいたため開発が遅れ、1957年11月になってようやくはじめの模型が関係者の間で公開された。その後も機体の設計は思いのほか手間取り、1960年6月30日に試作初号機が完成し同年10月18日に初飛行を果たしたものの、試験はその後もながらく続けられた。先人のひとつである日本の二式飛行艇でもそうであったように、大型飛行艇の開発は陸上機にはない離着水の問題など多くの困難な課題を持っていた。それに加え、Be-12では新しい哨戒システムに対応することが求められたため、新型の電子機器類の開発も平行して行われていた。

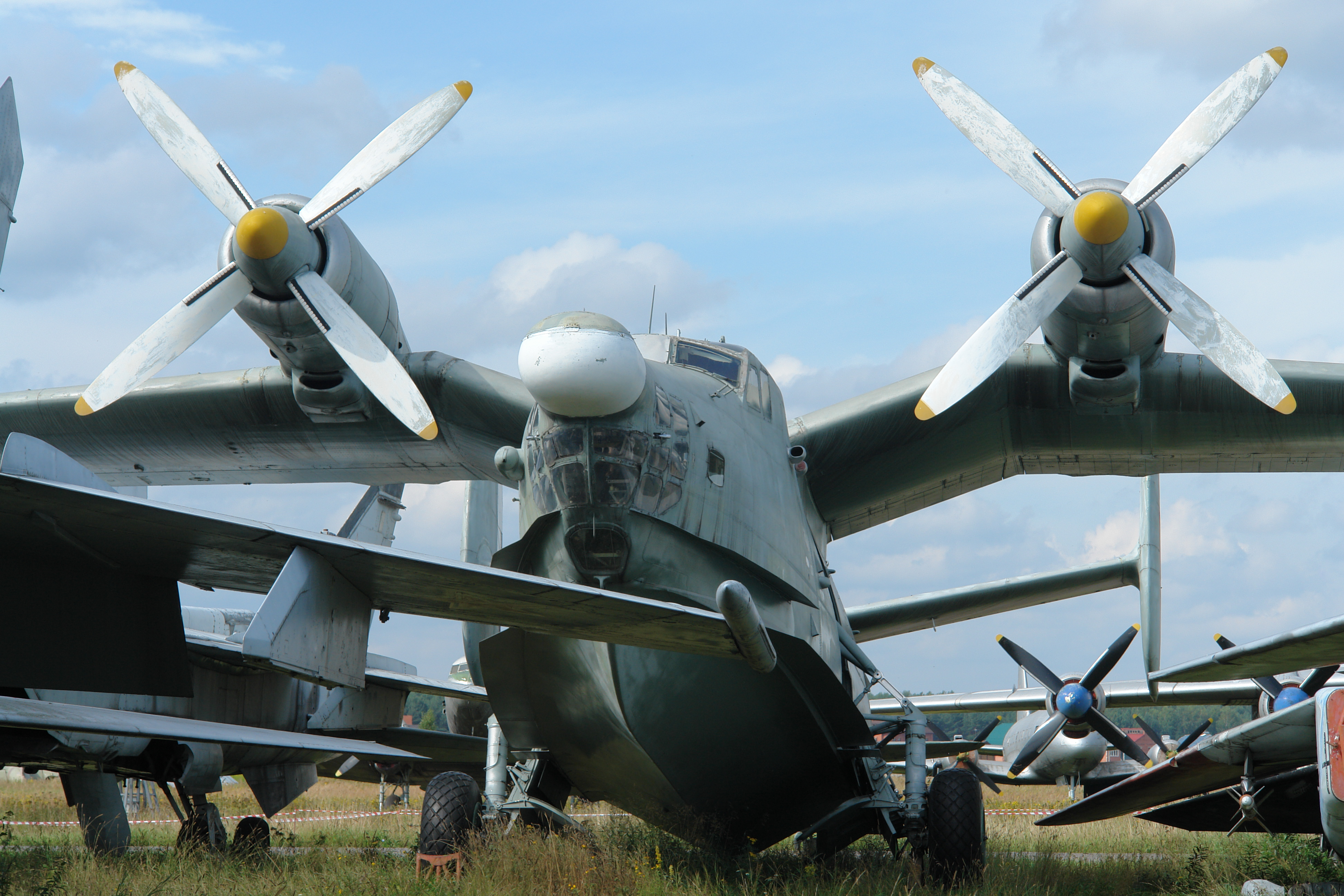
Be-12のガル型翼

Be-12はBe-6から特徴的なガル型翼を受け継いでいたが、これはプロペラを海面からできる限り遠ざけるために有効な手段であると考えられた。尾翼は、機体の安定性を高めるために2枚の垂直尾翼を備えた。エンジンには、最終的に従来のレシプロエンジンにかえてイーフチェンコ＝プログレース製の新しいターボプロップエンジンAI-20D(АИ-20Д)が選定された。
試作2号機は1962年9月に完成したが、この機体は初号機とは本質的に異なる機体となっていた。この機体をもとに試験が続けられ、量産型Be-12が完成された。
量産型Be-12には、PPS-12(ППС-12)自動捜索・追跡システムが搭載された。このシステムには、イニツィアチーヴァ-2B(«Инициатива-2Б»:инициативаは「イニシアチヴ」のこと)または頭文字をとって単にI-2B(«И-2Б»)と呼ばれる無線ロケーター・システムや水中音響ブイに接続するSPARU-55(СПАРУ-55)航空ラジオ受信装置、ANP-1V-1(АНП-1В-1)自動ナヴィゲーション装置、PVU-S-1(ПВУ-С-1)またはスィレーニ-2M(スィリェーニ-2M；«Сирень-2М»:сиреньは「ライラック、リラ」のこと)と呼ばれる追跡コンピューター、オートパイロット装置AP-6Ye(АП-6Е)などが含まれた。

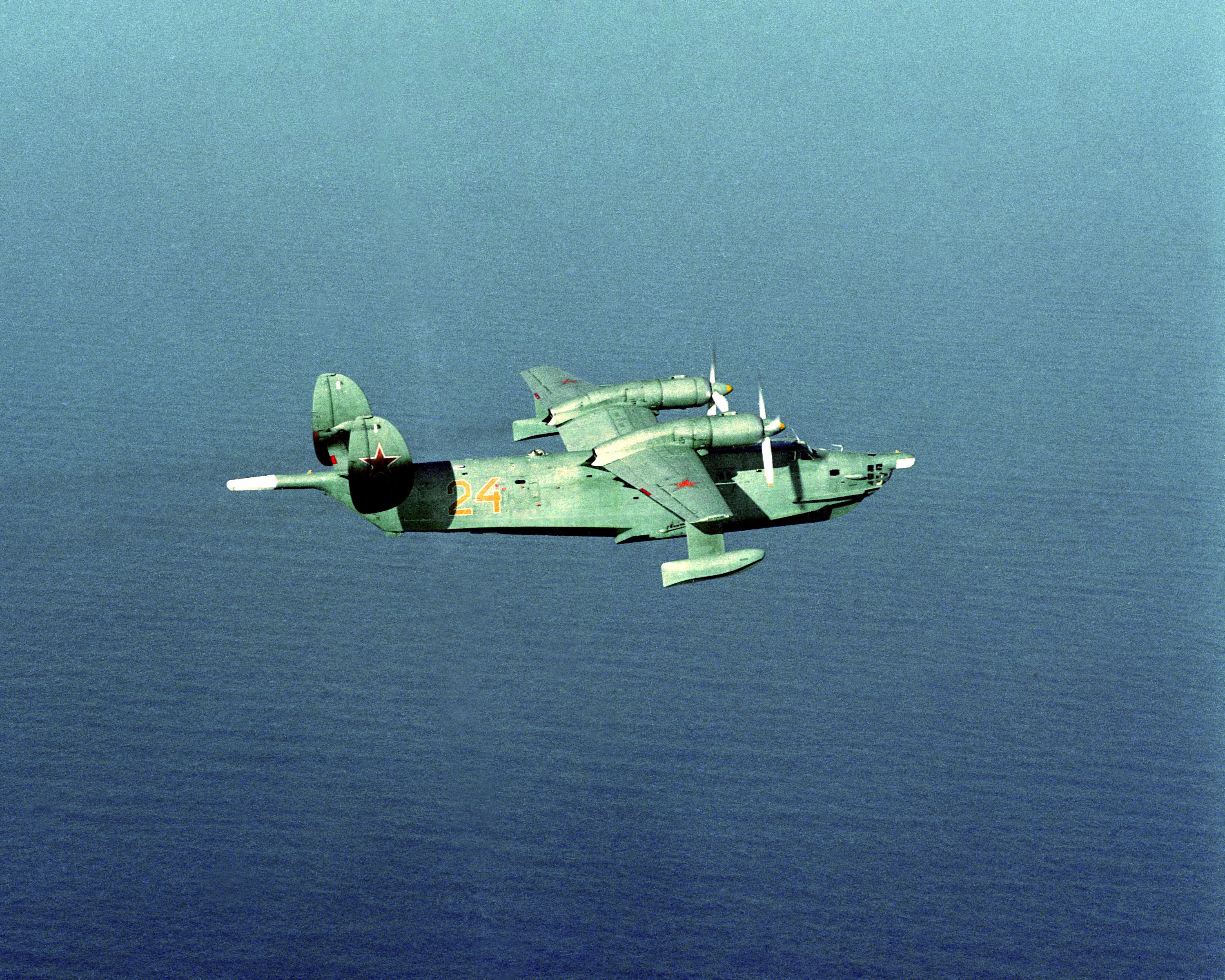
哨戒飛行に就くソ連海軍のBe-12

Be-12の配備は1965年の春から始められた。Be-12はそれまで試験を行ってきたタガンロークに置かれていたBe-6装備の飛行隊に配属され、若干の習熟期間ののち実動体制に入った。その後も黒海艦隊をはじめ多くの航空隊へ配備が進み、最終的にはすべてのBe-6を置き換えた。
Be-12の改良はその後も続けられ、最新の哨戒システムを搭載していたため基本的にソ連国外へは輸出されなかった。これは、国土防空軍の迎撃戦闘機が防空システムの機密を守るため基本的に輸出されなかったのと同様のことである。例外はソ連が直接要員を派遣していたエジプトとヴェトナムで、少数機がこれらの国で運用された。
Be-12は、初期にはIl-38、Be-6、Ka-25、Mi-4PL、Mi-14などとともに、のちにはIl-38、Tu-142、Ka-27PLなどとともにソ連沿岸の哨戒任務に就いた。
ソ連の崩壊後も、Be-12は独立したロシアで多数が運用された。予算不足により後継機の配備が遅れていることもあり、機体の経年数にも拘らず運用は続けられている。また、ウクライナでもBe-12を運用している。ウクライナ海軍航空隊に所属しているBe-12は、1 機が2007年9月に実施された大規模軍事演習「アルテーリヤ2007」(Артерія – 2007）に対潜攻撃機として参加している。この他、モルドヴァ空軍もBe-12を保有していたとされるが、実際に運用はされなかったものと見られている。
なお、中華人民共和国ではBe-12や日本のPS-1を参考に水轟五型(SH-5)が開発されている。同機はBe-12同様の対潜哨戒任務のほか、対艦攻撃、救難、輸送などに幅広く使用されている。

### 捜索・救難飛行艇
Be-12PS チャイカ / Бе-12ПС Чайка
- 用途：捜索救難機
- 設計者： TANTKベリーエフ
- 製造者：
- 運用者

  -  ソ連(海軍航空隊)
  -  ロシア連邦(海軍航空隊)
  -  ウクライナ(海軍航空隊)
- 生産数：14機（10機を新規生産、4機をBe-12から改装）
- 生産開始：1971年
- 運用開始：1972年
- 運用状況：現役

Be-12PS チャーイカ (Бе-12ПС)は、Be-12の派生型として開発された捜索救難機である。なお、「PS」は、ロシア語で「捜索救難機」を意味する「Поисково-спасательный самолет」の略である。
Be-12の増備により余剰化したBe-6は捜索・救難機として用いられていたが、新たな機体が必要となることは時間の問題であった。しかしながら、この分野へは、多くの時間や経費をかけることへの許可は期待できなかった。この用途へは新たにBe-14 (Бе-14)が開発されていたが、この新型機への運用側の姿勢はあまり積極的なものではなかった。そのため、既存の対潜哨戒飛行艇から爆撃装置や捜索・追跡システムなどを取り払い機内構造を整理し、治療室を設け医療器具を搭載した機体が開発された。また、乗組員には医療専門のメンバーが加えられた。着水しての救助活動に当たっては、空気展張式のモーター救助ボートLAS-5S(ЛАС-5С)が使用されることとなった。空中から遭難者を引き上げるための装置は機体右舷のハッチから行われることとなった。この機体の積載量は、Be-14同様通常15人、最大で29人までとなった。また、空中からの救助のためKAS-90(КАС-90)非常用コンテナーを7つまで機外に搭載することとされた。
こうして完成されたBe-12PSは1969年に試験を通過し、1971年から少数がタガンローク工場で生産された。一部は直接工場の部隊に配備された。
1972年には、海軍と開発側が共同で悪天候時における海上救助任務に関する評価を行った。同年10月5日から、Be-12PSの試験飛行が行われた。13回の飛行と29回の離着水が行われ、飛行時間は14時間29分に及んだ。
着水時の安全性の確保のため、本来の装置以外に機首へはPRF-4(ПРФ-4)ヘッドライト、RV-UM(РВ-УМ)電子高度計にかえて新しいRV-ZM(РВ-ЗМ)、海面指示爆弾OMAB-8N(ОМАБ-8Н)、照明爆弾CAB-100-90(САБ-100-90)が搭載された。
調査は第二段階へ進められた。着水時に関する概要が仕上げられ、悪天候時の試験で使用された装置の昼間での着水時における装備が試された。第二段階では光学装置と悪天候時の試験で決定された仕様が評価された。
出された結果によって、内海での夜間着水は可能であると結論付けられたが、なお若干の注文が付いた。それに従い、以前より必要性が指摘されていたメートル波波高計を装備することが予定され、その他にも低高度時に使用するエックス線高度計ファーケル-1(Факел-1:факелは「松明」のこと)が追加装備されることとなった。この装置は、飛行高度のみならず降下時の垂直速度も計測するものであった。
これらの変更点を仕上げたあとも試験は続けられたが、重要な変更は生じなかった。1973年までBe-12PSの生産は続けられ、最終的に10機が製造された。
Be-12PSは、ソ連の崩壊後は独立したロシアで多数が継続運用されたほか、ウクライナへも10 機のBe-12および1 機のBe-12PSが引き継がれ、海軍航空隊で運用された。なお、ウクライナ語で「捜索救難機」に当たる単語が「Пошуково-рятувальний літак」であることから、ウクライナ軍ではBe-12PSのことをBe-12PR(Бе-12ПР)呼称している。
1997年8月には、ウクライナでBe-12PRの救難機としての運用範囲の拡大を目的とした試験が行われた。この試験ではウクライナ海軍航空隊救難部隊の責任者の指示により、Be-12PRから浮遊救難具が投下され、パラシュートを背負った救助員が飛び降りた。フェオドーシヤにある国立航空科学研究センター(GANTs；Государственный авиационный научно-исследовательский центр；ГАНИЦ)のパラシュート降下専門家によって機内に樋が準備された。その支援により、機上作業者は操縦士の合図に従って救難ボート、2 艘のLAS-5M-3(ЛАС-5М-3)または1 艘のPSN-6A(ПСН-6А)を投下し、降下救助員は通信士ドアより飛び降りた。試験は、GANTsの降下救助員によって続けられた。20回にわたる試験は、ボートの投下・展張も含め万事順調に行われた。また、取り付けられた樋はパラシュートの安定化に寄与した。降下救助員は1人、2人、または4、5人のグループで飛び降りた。試験は上首尾に終わり、その結果によって航空隊へのBe-12PRの追加が決められた。このような救難ボートと降下救助員の投下は、その後も1998年から1999年にかけての間ウクライナ海軍とロシア海軍黒海艦隊との合同演習やオデッサ軍港での模擬訓練などで一度ならず実施された。通常機上では6 艘のボートと2、3人の救助員が搭乗していた。
その後、ウクライナではBe-12およびBe-12PRの退役を開始したが、2006年には2 機のBe-12PRが海軍航空隊に復帰され、運用が継続されている。また、アゼルバイジャンの保有していたBe-12PSを2 機のアップグレード型MiG-29との交換で入手している(機体番号05、旧32)。2008年現在稼動が確認できる機体は機体番号02、04、05、06の4 機で、NATOとの合同演習「シーブリーズ」に参加するをはじめとする幾つかの演習に参加するなど積極的に活動している。黒海やアゾフ海の海域ではロシア海軍とウクライナ海軍が保有するBe-12以上に優れた航続距離を持つ機体がないため、ウクライナ海軍では装備品を近代化してBe-12ならびにBe-12PRの運用を継続する必要がある。その一方で、機体自体の老朽化は否めず、2010年代には退役するという観測もある。

### 消防飛行艇
Be-12P-200 チャイカ
Бе-12П-200 Чайка
- 用途：消防機
- 設計者： TANTKベリーエフ
- 製造者：
- 初飛行：1996年8月9日
- 生産数：1 機

Be-12P チャーイカ(Бе-12П Чайка)及びBe-12P-200 チャーイカ(Бе-12П-200 Чайка)は、Be-12の派生型として開発された消防機である。なお、この場合の「P」はロシア語で「対火災機」という意味になる「Противопожарный самолет」の略である。
ソ連崩壊後、TANTKベリーエフでは旧東側以外の各国への売込みを目指し、需要の高い消防用航空機の開発に力を入れている。そうした中、より近代的な大型両用飛行艇であるA-40MやBe-200などの開発に成功しているが、すでに堅牢な実績のあるBe-12の発展型も開発した。
最初の派生型となったBe-12Pは、基本型Be-12の設計を元に開発された。まず、Be-12からは爆撃関連等の装備が撤去され、代わって機首内に4500 l、特設タンク内に1500 lの合わせて6000 lの消火水用タンクが設置された。消火には海水を使用することが可能で、海水の収集には120 km/hで飛行しながら海面を滑走する方法が採られた。すべての消火水タンクを満載にするには、およそ50秒を要した。海水集積地点から火災現場までの距離は、100 km以内に限定された。Be-12Pは1992年に初飛行をこなし、翌1993年9月には販売アピールのためモスクワの航空ショーに展示された。
次の派生型となるBe-12P-200は、1994年8月から1996年6月にかけて開発が行われた。既存のBe-12から改修されたBe-12P-200初号機は1996年8月9日に初飛行を実施し、10月まで飛行試験を繰り返した。

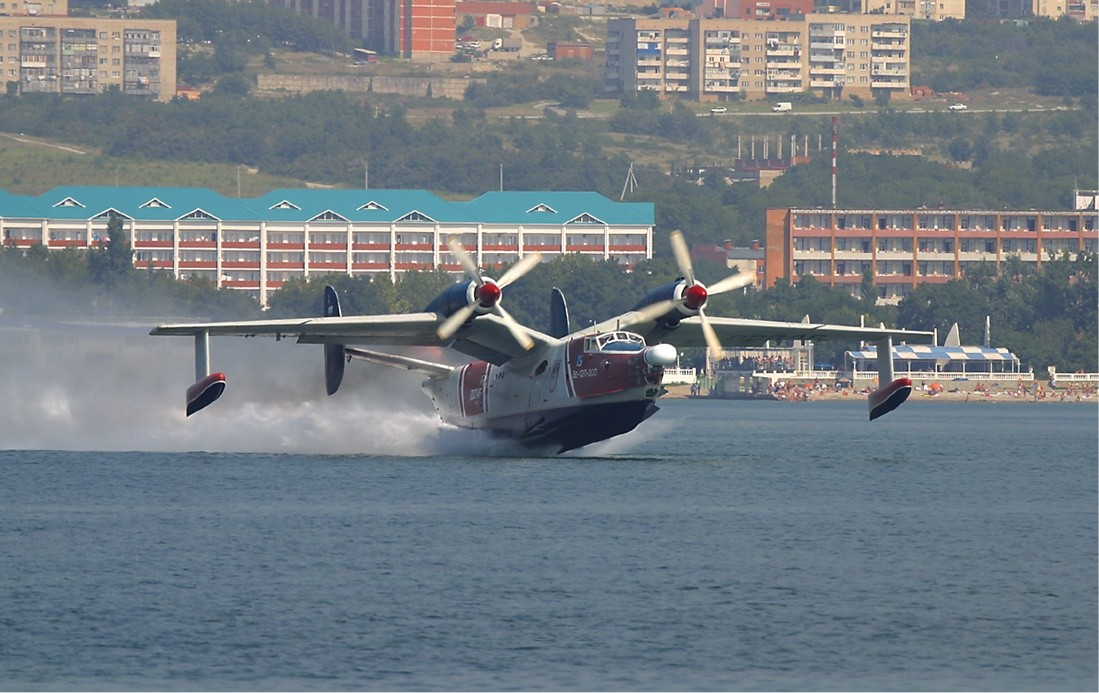
離水するBe-12P-200

Be-12P-200はBe-200の開発のための試験用に製造された機体で、Be-12Pに比べ収水能力が向上されていた。すなわち、Be-12P-200では4.5 tから6 tの水を15秒から20秒で取り込むことができた。制限波高は、0.8 mとされた。収水は海面の他、湖や河川からも収水可能であった。1回の飛行において、Be-12P-200は森林火災現場に対し140 tの消火水を投下可能であった。
Be-12P-200には航行のための各種機材が標準搭載されたが、それらに加えて国際運用に適合した電波航法装置や国籍識別装置の装備が可能であった。
消防分野は救難分野と並んで飛行艇の需要が高い分野であるので、TANTKベリーエフでは今後この分野での世界的地位の確立を目指している。その際TANTKベリーエフにとって最大のライバルとなるのは、CL-215およびCL-415を擁するカナダのボンバルディア・エアロスペース社である。これらの飛行艇は高い販売実績を持っているが、TANTKベリーエフではBe-12P/P-200やBe-200などより高度な能力を持った機体でそれらに対抗しようとしている。

## 派生型
Be-12
水陸両用対潜哨戒飛行艇として開発された基本型。1960年に初飛行。
Be-12EKO
生態偵察型。計画のみ。
Be-12I
1991年に設計された科学的研究型。計画のみ。
Be-12LL
P-270のシーカーのテストのため先端のレーダーをP-270のシーカーに換装したもの。1980年に1機が作られた。
Be-12SK
水陸両用対潜哨戒飛行艇として開発された派生型。運用兵器の中に5F-48スカーリプ核爆弾(ядерный боеприпас 5Ф-48 "Скальп")が追加されたことが、もっとも重要な変更点であった。「スカーリプ」とは、敵の頭から剥ぎ取った毛髪つきの頭皮のことである。この爆弾は高度2000 mから8,000 mの上空から投下され、200 mから400 mの深度の海中で爆発するもので、12発が製造された。
Be-14
水陸両用捜索・救難飛行艇として開発された派生型。1969年に初飛行。1機が生産され各種試験は成功したが、発注の見込みが少なかったことから量産には到らなかった。
Be-12PS
水陸両用捜索・救難飛行艇として開発された派生型。1969年に初飛行。ウクライナではBe-12PR(Бе-12ПР)と呼ばれる。
Be-12N
水陸両用対潜哨戒飛行艇として開発された派生型。新しいMADとナルツィース-12捜索・追跡システム(ППС Нарцисс-12:нарциссは「水仙」のこと)を搭載した。1976年に初飛行。27機が改装された。
Be-12Nkh
軍事機器を取り外し、窓を追加した旅客型。Be-12から2機が改装された。
Be-12P
水陸両用消防飛行艇として開発された派生型。4,500Lのタンクと750Lタンク2基が搭載されている。1992年に初飛行。4機生産。
Be-12P-200
水陸両用消防飛行艇として開発された派生型。1996年に初飛行。
M-12
記録のため重量を軽くし乗組員も2人としたもの。記録後は元の仕様に戻された。

## 運用
アゼルバイジャン
4機が運用されていた。退役している。
 ウクライナ
- ウクライナ海軍

旧ソビエト海軍のものを引き継ぎ。2012年の段階で3機を運用している。そのほか4機が保管状態にある。
 エジプト
- エジプト空軍

1970年代に地中海において2-3機がソビエト軍人によってアメリカ第6艦隊の監視のため運用されていた。
 ソビエト連邦
- ソビエト海軍

141機を運用。ソ連崩壊後にウクライナとロシアに引継ぎ。
 ベトナム
- ベトナム人民空軍

1981年に4機が輸出された。
 ロシア
- ロシア海軍

旧ソビエト海軍のものを引き継ぎ。2018年1月時点での運用機は6機であり、黒海艦隊の第318航空連隊で運用されている。
2008年段階では9機のBe-12を運用しており、Il-38とあわせて将来的にA-42で置き換えられるとされていた。
2014年8月には4機が修復され同年末には引き渡されると報道された。
2015年2月には海軍海洋航空隊司令官であるイーゴリ・コジン少将は記者団に対しBe-12の近代化が実施され、対潜機材を更新すると発表した。
2017年12月、Be-12は新たな対潜複合体による近代化が計画されているとクラスナヤ・ズヴェズダが報じた。
2018年1月、ロシア海軍総司令部はBe-12の寿命を延長する決定を採択した。近代化によりソナー、レーダー、MAD等が更新され新しい対潜魚雷、爆雷で武装される。
2019年1月3日、ロシア国防省は2019年にBe-12を近代化する予定と発表した。
2022年ロシアのウクライナ侵攻では、ズミイヌイ島への爆撃に参加した。

## スペック

### Be-12
- 初飛行：1960年
- 全幅：29.84 m
- 全長：30.11 m
- 全高：7.94 m
- 翼面積：99.00 m2
- 空虚重量：24,000 kg
- 通常離陸・離水重量：29,500 kg
- 最大離陸・離水重量：36,000 kg
- 燃料搭載量：9,000 kg
- 発動機：プログレース製 AI-20D ターボプロップエンジン ×2
- 出力：5180 els ×2
- 最高速度：530 km/h
- 巡航速度：450 km/h
- 実用航続距離：3,300 km
- 任務行動半径：500 km
- 実用飛行上限高度：8,000 m
- 乗員：4 名
- 武装：固定武装23㎜×2(木村秀政監修・朝日新聞社編『世界の翼’72』1971年刊157頁)

機内および機外に通常1500 kg、最大3000 kgまでの積載量：450 mm対潜魚雷AT-1またはAT-2、深度爆弾、照明弾OAB、マーカー

### Be-12PS
- 初飛行：1969年
- 全幅：29.84 m
- 全長：30.11 m
- 全高：7.94 m
- 翼面積：99.00 m2
- 空虚重量：24000 kg
- 通常離陸・離水重量：29,000 kg
- 最大離陸・離水重量：35,500 kg
- 燃料搭載量：9,000 kg
- 発動機：プログレース製 AI-20D ターボプロップエンジン ×2
- 出力：5180 els ×2
- 最高速度：540 km/h
- 巡航速度：465 km/h
- 実用航続距離：3,300 km
- 任務行動半径：650 km
- 実用飛行上限高度：8,000 m
- 乗員：6 名
- 武装：通常時15 名、過積載時29 名まで